# Financial Times
Financial Times (FT) hay Thời báo tài chính là một tờ báo về kinh doanh quốc tế. Tờ báo ra hàng ngày tại London và 23 thành phố trên toàn thế giới. Đối thủ chính của tờ báo này là tờ The Wall Street Journal trụ sở tại New York City. Lượng phát hành trên toàn cầu của FT đạt 390.121 bản. Tính cả trang web FT.com thì trung bình một ngày có 1,9 triệu lượt đọc FT trên thế giới (số liệu kiểm toán của PwC, tháng 4 năm 2010). FT.com có ba triệu thành viên đăng ký tài khoản, 206.892 người đăng ký theo dõi ấn bản điện tử và 597.015 người dùng trả phí (giai đoạn 2 tháng 10 năm 2010 đến 4 tháng 1 năm 2011).
Được thành lập vào năm 1888 do công của James Sheridan và Horatio Bottomley, Financial Times phải cạnh tranh với bốn tờ báo chuyên về tài chính khác. Năm 1945, FT thâu tóm tờ báo cuối cùng là tờ Financial News (thành lập năm 1884). Nội dung của FT chuyên về tin tức tài chính và kinh doanh ở Anh và quốc tế. Báo in trên giấy khổ lớn màu cá hồi.
Kể từ ngày 30 tháng 11 năm 2015 Nikkei, công ty sở hữu tờ Nihon Keizai Shimbun, trở thành chủ sở hữu chính thức của Financial Times, sau khi mua lại từ Pearson PLC.